# مانتزانو
مانتزانو (به ایتالیایی: Manzano) یک کومونه در ایتالیا است که در استان اودینه واقع شده‌است.

## خصوصیات
مانتزانو ۳۰٫۹ کیلومترمربع مساحت و ۶٬۸۴۵ نفر جمعیت دارد و ۷۱ متر بالاتر از سطح دریا واقع شده‌است.

## خواهرخوانده
شهرهای ولفراتزهاوزن و لابین خواهرخوانده‌های مانتزانو هستند.